# 魔物獵人Frontier Online
《魔物獵人Frontier Online》（日语：モンスターハンター フロンティア オンライン），是一款多人線上動作角色扮演遊戲，由日本游戏公司卡普空开发并在日本运营，略稱「MHF」。
日本方面在2013年4月17日的大型更新中，把標題更改成《魔物獵人Frontier G》，簡稱「MHF-G」，2016年11月9日的大型更新將標題改成《魔物獵人Frontier Z》，簡稱「MHF-Z」。
臺版方面原由遊戲新幹線代理，但於2012年9月4日結束營運；後來卡普空在2014年開設官方直營的繁體中文伺服器，服務範圍包括台灣、香港、澳門及新加坡，平台為PC、PS3及PSV。日版《Monster Hunter Frontier Z》於2019年12月18日結束營運，臺版也在2019年12月26日結束營運。

## 遊戲內容

### 世界設定
在地形上，有樹海、雪山、大沙漠、火山等等地形。也有晝夜與季節的設定，人和魔物的活動也會因此產生變化，本遊戲中只有設定三個季節。

### 玩家
玩家在通過關鍵任務後便可一路由下位升至上位、剛種、霸種，最後達到G級，升上G級後開始有獵人等級（GR），GR的大小會影響能進行的任務多寡。

### 魔物
各種魔物有不同的種族，有善於飛行的飛龍種、四肢發達的牙獸種、背負堅硬甲殼的甲殼種與來源神秘位於頂端的古龍種。